# 赛尔瓦·罗斯福
赛尔瓦·卡门·肖克尔·罗斯福（英語：Selwa Carmen Showker Roosevelt；1929年1月13日—），昵称拉奇（英語：Lucky），是美国礼宾司司长（是任期最长的一位），1950年嫁给了美国前总统西奥多·罗斯福的孙子阿奇博尔德·布洛赫·罗斯福。